# Вооружённое августовское нападение боевиков в Буйнакске (2009)
Вооружённое нападение боевиков в Буйнакске состоялось 13 августа 2009 года. Нападение провела группа Буйнакского джамаата Дагестанского Фронта под руководством Наби Мигеддинова.

## Хронология событий
Незадолго до нападения сын амира Буйнакского джамаата Наби Мигеддинова Эльдар был убит милиционерами при попытке покушения на имама одной из мечетей Буйнакска. Возможно, нападение было местью Мигеддинова за гибель сына.
Ещё днём, около полудня 13 августа 2009 года почти полтора десятка боевиков на ул. Ломоносова в Буйнакске под угрозой насилия захватили в заложники водителя пассажирского микроавтобуса «ГАЗель». Вместе с заложником они дожидались сумерек в лесном массиве, находящемся впритык к западной окраине Буйнакска. Впоследствии выяснилось, что боевики обманным путём вызвали маршрутку на остановку, сказав водителю, что необходимо доставить людей по одному из адресов. Когда шофёр подъехал, захватили и его, и транспортное средство.
С наступлением сумерек, в 8 часов вечера «ГАЗель» с боевиками, облачёнными в камуфлированную форму и маски на лицо, выдвинулась из леса в сторону города. Они остановились у контрольно-заградительного поста ДПС, расположенного на перекрёстке «Манасаульский» по протяжению автодороги Буйнакск—Манасаул. Милиционеры, дежурившие на посту, были застигнуты врасплох, поскольку знали «ГАЗель», остановившуюся рядом с ними, так как она ежедневно следовала по маршруту через их пост. Боевики открыли шквальный огонь по «Волге», в которой находились два милиционера даже не успевшие выйти из машины. Далее был убит третий милиционер, находящийся в стороне от периметра поста. Четвёртого сотрудника милиции застрелили у продуктового магазина, расположенного неподалёку от поста. Продавщицу магазина боевики не тронули. Самому старшему из убитых милиционеров было 26 лет.
После расстрела поста ДПС бандиты забрали табельные автоматы убитых милиционеров и проследовали в оздоровительно-развлекательный комплекс «Олимп», расположенный по соседству, на улице Ломоносова, 186. В оздоровительно-развлекательном комплексе располагались бильярдная, бассейн, русская парная баня, финская сауна, SPA-ванна, турецкий хаммам. Подъехав к воротам оздоровительно-развлекательного комплекса, один из боевиков перелез через ворота и застрелил первую попавшуюся девушку. Остальные же девушки, находившиеся в помещении сауны, услышав звуки стрельбы, попытались спрятаться в маленькой кухне-кладовке и забились под стоявший там стол. Однако, вошедшие во двор и помещения комплекса боевики открыли беспорядочный шквальный огонь. Пятеро из шести девушек были убиты на месте. Шестая с огнестрельными ранениями различных частей тела была помещена в Центральную городскую больницу Буйнакска, где впоследствии скончалась, не приходя в сознание.
В момент начала стрельбы у здания «Олимпа» девушки находились в одной из комнат, приспособленной и под комнату отдыха, и под склад горячительных и прохладительных напитков и продуктов, которыми снабжали посетителей. Антураж комнат представлял красные шторы, ковры, пёстрые китайские фотообои с белыми лебедями, мягкие игрушки. Убитые женщины, предположительно, занимались проституцией под прикрытием работниц заведения. Их возраст составлял от 29 до 35 лет. В частности, личности двух погибших удалось установить на месте. Это были жительницы Махачкалы, 1976 (33 года) и 1979 (30 лет) годов рождения.
После расправы над работницами сауны бандиты поспешно скрылись на той же маршрутке с тем же водителем-заложником. Преступники скрылись в близлежащем лесном массиве за старым пионерским лагерем.

## Следствие
По факту рейда боевиков было возбуждено уголовное дело по нескольким статьям УК РФ: «Убийство», «Посягательство на жизнь сотрудника правоохранительных органов», «Покушение на убийство двух и более лиц, совершённое общеопасным способом», «Угроза убийством», «Незаконный оборот оружия», «Неправомерное завладение автомобилем без цели хищения», «Хищение оружия». Старший помощник руководителя Следственного управления СКП РФ по Республике Дагестан Низами Раджабов заявил, что нападение боевики подготовили заранее. Руководством Следственного комитета при прокуратуре РФ было принято решение о передаче уголовного дела для дальнейшего расследования в производство Главного Следственного управления по Южному федеральному округу. В Буйнакск для оказания практической помощи вылетела группа криминалистов из Центрального аппарата СКП РФ.
По данным пресс-службы МВД Дагестана руководил массовым убийством находящийся с января 2009 года в Федеральном розыске амир Буйнакского района Наби Мигеддинов. Со слов, водителя маршрутки, который был в руках боевиков и непосредственного очевидца событий, в одном из бандитов он узнал 18-летнего жителя города Магомеда Гаджимагомедова,.
Что же касается мотивов нападения на сауну, то по всей видимости, атака явилась наказанием за разврат на мусульманской земле. Незадолго до нападения в Буйнакске на сайте Дагестанского крыла Имарата Кавказ было опубликовано обращение моджахедов к владельцам саун и сутенёрам, в котором в жёсткой форме предписывалось «прекратить нечестие на землях мусульманского Кавказа, ибо вас покарает либо наша рука, либо Судный день Аллаха»,.
После поступления сообщений о нападении боевиков немедленно был объявлен план «Вулкан-5», блокированы все выезды из города, подняты по тревоге сотрудники районного и городского отдела внутренних дел Буйнакска. На место происшествия выехало руководство МВД республики, которое приступило к координации деятельности правоохранительных органов по поиску бандгруппы. Следователи и Штаб работали всю ночь, а план «Вулкан-5» по поиску бандитов «по горячим следам» результатов не дал.
Спецгруппы, подразделения Внутренних войск, дополнительные силы милиции и ОМОН начали прочёсывание лесного массива, в который ушли нападавшие,. В ходе прочёсывания местности брошенная «ГАЗель» была обнаружена у детского лагеря «Данко», а сам водитель, которого боевики удерживали в заложниках, был высажен у пионерлагеря «Планета». Его препроводили в отделение милиции для допроса, после которого у следствия появилась зацепка. Поиски бандитов в лесу также не увенчались успехом.

## Последствия
На сайтах боевиков с радостью было объявлено об успешной операции буйнакских моджахедов: «Буйнакские моджахеды провели операцию в Буйнакске, отстаивая взгляды на нравственность мусульманских женщин. Моджахеды уничтожили путан в борделе „Олимп“»,.
12 декабря 2010 года сотрудники МВД и УФСБ по Дагестану провели в селе Буглен Буйнакского района спецоперацию, в результате которой и был убит организатор нападения на пост ДПС и сауну Наби Мигеддинов. Вместе с ним были убиты ещё двое боевиковх.